# Rundfunkjahr 1963

April 1963: Sendestart des ZDF

Liste der Rundfunkjahre

◄◄ | ◄ | 1959 | 1960 | 1961 | 1962 | Rundfunkjahr 1963 | 1964 | 1965 | 1966 | 1967 | ► | ►►

Weitere Ereignisse

## Allgemein

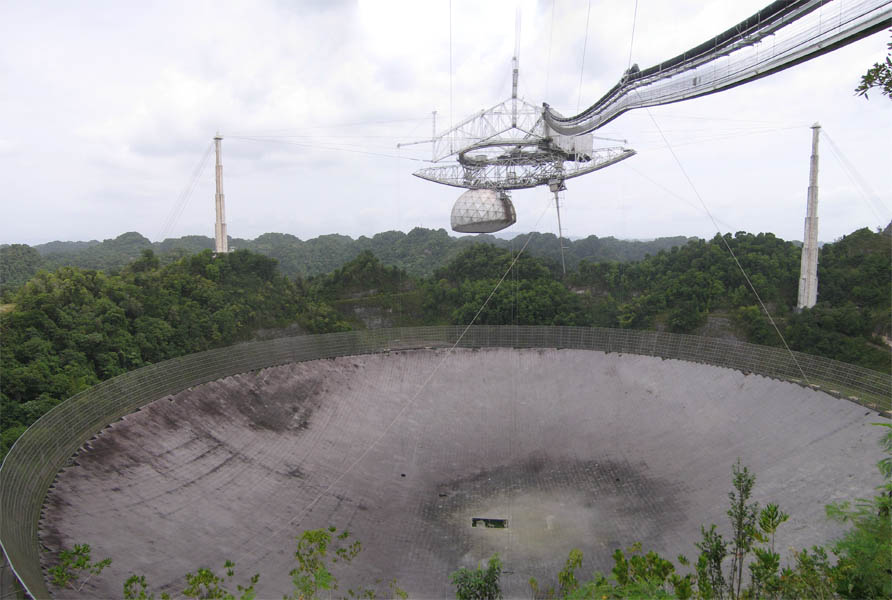
Das Arecibo-Observatorium

- August – Der niederländische Elektronikkonzern Philips stellt auf der Berliner Funkausstellung die Compact Cassette vor. Der neue Tonträger kann sich im Lauf der 1970er-Jahre als preiswerte Alternative zu den schwerer handhabbaren Tonbändern durchsetzen, die im professionellen Bereich bis zur Einführung der digitalen Tontechnik Standard bleiben.
- 1. November – Nach dreijähriger Bauzeit wird auf der Karibikinsel Puerto Rico das Arecibo-Observatorium, damals mit einem Durchmesser von 304,8 Metern das (bis 1974) größte Radioteleskop der Welt in Betrieb genommen.
- 22. November – Für die Nachricht vom Attentat auf John F. Kennedy unterbrechen Radio- und Fernsehstationen weltweit ihr laufendes Programm. Der ORF unterbricht ein Hörspiel, ABC-Radio den von Doris Day interpretierten Song Hooray for Hollywood.
- 14. Dezember – In Paris wird unter Anwesenheit von Staatspräsidenten Charles de Gaulle und Kulturminister André Malraux das heute unter dem Namen „Maison de Radio France“ bekannte Rundfunkgebäude offiziell seiner Bestimmung übergeben.

## Hörfunk
- Der Kurt-Magnus-Preis für Hörfunkjournalismus wird erstmals verliehen.
- Januar – Der Rundfunk der DDR ruft eine eigenständige Feature-Abteilung ins Leben.
- 1. Januar – DR P3, das dritte Hörfunkprogramm der öffentlich-rechtlichen Danmarks Radio geht auf Sendung. Es wendet sich vor allem an jugendliche Hörer und sendet daher überwiegend Popmusik. Die Gründung von P3 ist eine Reaktion auf die Abschaltung des Offshoresenders Radio Mercur, dessen Tätigkeit durch eine Gesetzesverabschiedung des Dänischen Parlaments 1962 kriminalisiert wurde.

## Fernsehen

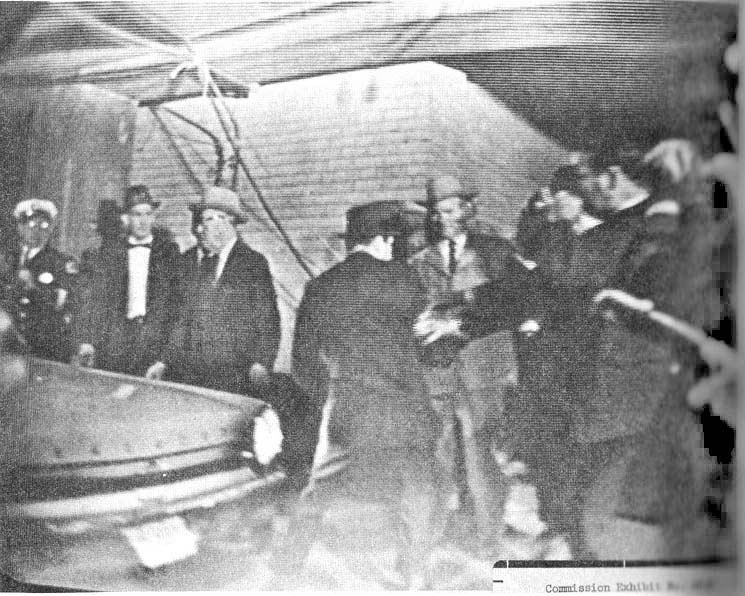
1963: Jack Ruby erschießt Lee Harvey Oswald

- 3. Januar – Der deutsche Fernsehpionier Walter Bruch stellt das PAL-Farbfernsehsystem vor.
- 14. bis 25. Januar – Der sechsteilige Fernsehfilm Tim Frazer von Francis Durbridge, 1962 vom WDR produziert, versetzt die Bundesrepublik Deutschland, ähnlich wie ein Jahr zuvor mit dem Klassiker Das Halstuch in einen regelrechten Ausnahmezustand. Der Straßenfeger erreichte Einschaltquoten bis zu 93 %.
- März – Die Radiodiffusion Télévision Marocaine (RTM) strahlt die ersten regelmäßigen Fernsehsendungen in Marokko aus.
- 8. März – Im NDR ist erstmals der 18-minütige Sketch Der 90. Geburtstag oder Dinner for One zu sehen.
- 8. März – Als erste Frau im deutschen Fernsehen liest Anne-Rose Neumann  in der Aktuellen Kamera des Deutschen Fernsehfunks die Nachrichten.
- 1. April – Das ZDF nimmt um 19:30 Uhr seinen Betrieb auf (Sendeschluss: 22:00 Uhr). Das Programm wird mit Ansprachen von ZDF-Intendant Karl Holzamer, der ersten Ausgabe der Nachrichtensendung heute (mit Carl Weiss) sowie einer Ansprache des Ministerpräsidenten von Baden-Württemberg, Kurt Georg Kiesinger eröffnet.
- 2. April – Das ZDF zeigt zum ersten Mal Zeichentrickfilme mit den Mainzelmännchen zwischen der Fernsehwerbung.
- 4. April – Das Kriminalmuseum öffnet im frisch gegründeten ZDF als dessen erste Krimiserie.
- 10. April – Im ZDF ist die erste Ausgabe der Gesprächsreihe Zur Person zu sehen. Die von Günter Gaus geführten Interviews werden stilprägend.
- 5. April – Das Deutsche Fernsehen sendet die erste Ausgabe des Auslandsmagazins Weltspiegel.
- 24. August – Das ZDF nimmt das aktuelle sportstudio ins Programm auf.
- 5. Oktober – Die BBC zeigt die erste Folge von The Telegoons, einer Fernsehadaption der erfolgreichen Radio-Comedy The Goon Show.
- 24. November – Lee Harvey Oswald, von der Polizei als Kennedy-Attentäter verdächtigt, wird bei seiner Überführung aus dem Polizeigewahrsam in das Staatsgefängnis Dallas vom Nachtklubbesitzer Jack Ruby vor laufenden Kameras erschossen. Es handelt sich dabei um den ersten bekannten Mord, der live vom Fernsehen übertragen wird.

## Geboren
- 23. Januar – Thomas Kausch, deutscher Fernsehmoderator wird in Werne geboren.
- 30. Januar – Thomas Brezina, österreichischer Kinderbuchautor und Fernsehmoderator wird in Wien geboren.
- 2. April – Barbara Stöckl, österreichische Radio- und Fernsehmoderatorin wird in Wien geboren.
- 15. Juni – Helen Hunt, US-amerikanische Schauspielerin wird in Los Angeles geboren.
- 17. Juni – Greg Kinnear, US-amerikanischer Schauspieler wird im Bundesstaat Indiana geboren.
- 30. Juli – Lisa Kudrow, US-amerikanische Schauspielerin (Friends) wird in Encino geboren.
- Oktober – Dimitri from Paris (eigentlich: Dimitris Yerasimos) französischer Radio-DJ, Moderator und Musiker wird in Istanbul geboren.
- 16. November – Heike Bittner, deutsche Drehbuchautorin, Regisseurin und Filmproduzentin, vorwiegend von Dokumentarfilmen für das Fernsehen wird im sächsischen Freiberg geboren.
- 5. Dezember – Doctor Dré, afro-amerikanische Radiopersönlichkeit, 1988–1995 Moderator von Yo! MTV Raps wird im Bundesstaat New York geboren.
- 16. Dezember – Bärbel Schäfer, deutsche Fernsehmoderatorin und -produzentin wird in Bremen geboren.
- 19. Dezember – Til Schweiger, deutscher Schauspieler und Regisseur wird in Freiburg im Breisgau geboren.